# V liga polska w piłce nożnej
V liga polska w piłce nożnej – szósta w hierarchii klasa męskich ligowych rozgrywek piłkarskich w Polsce. Stanowi pośredni szczebel rozgrywkowy między IV ligą polską a klasą okręgową, będąc jednocześnie drugim szczeblem regionalnym. W sezonie 2025/2026 rozgrywki odbywają się tylko w województwie małopolskim, województwie mazowieckim, województwie śląskim i województwie wielkopolskim.

## Historia
Pojawiła się po raz pierwszy w sezonie 2002/2003. Za czasów ligi międzyokręgowej (sezon 2018/2019) w województwie wielkopolskim były 3 grupy: Leszno-Poznań (zachód), Piła-Poznań (wschód) i Kalisz-Konin.
Zestawienie sezonów w których istniała V liga w poszczególnych województwach:
- województwo zachodniopomorskie – od sezonu 2003/2004 do sezonu 2017/18 (w latach 2011/12-2017/18 pod nazwą liga okręgowa z której spadało się do odrębnej klasy okręgowej[4]); dzieliła się na dwie grupy:
  - koszalińską
  - szczecińską
- województwo mazowieckie – od sezonu 2002/2003 do sezonu 2007/2008 (w sezonie 2002/03 pod nazwą Mazowiecka Liga Seniorów) i od sezonu 2022/2023; dzieli się na dwie grupy[5]:
  - V liga, grupa: północna
  - V liga, grupa: południowa
- województwo małopolskie – od sezonu 2006/2007 do sezonu 2010/2011[6] i od sezonu 2022/23; dzieli się na dwie grupy[7]:
  - V liga, gr. wschodnia
  - V liga, gr. zachodnia
- województwo śląskie – od sezonu 2024/25 (nazywana jest również II ligą śląską); dzieli się na dwie grupy[8]:
  - V liga, gr. śląska I
  - V liga, gr. śląska II
- województwo wielkopolskie – od sezonu 2018/19 (w sezonie 2018/19 pod nazwą liga międzyokręgowa); dzieli się na III grupy:
  - V liga, grupa: wielkopolska I
  - V liga, grupa: wielkopolska II
  - V liga, grupa: wielkopolska III[9]

Po sezonie 2010/2011 został przeprowadzony kolejny etap reformy z 2008 – zlikwidowano X poziom rozgrywek, a w województwie małopolskim zamiast jednej powstały dwie grupy IV ligi, zamiast dwóch grup V ligi powstało pięć grup klasy (ligi) okręgowej. Nazewnictwo klas zostało ujednolicone według wytycznych PZPN.

## Zasady
Zmagania w jej ramach toczą się cyklicznie (co sezon) systemem kołowym i są przeznaczone dla polskich klubów piłkarskich. Zwycięzcy każdej z grup V ligi polskiej uzyskuje awans do IV ligi polskiej, zaś najsłabsze zespoły relegowane są do poszczególnych grup klas okręgowych. Zarządzana przez – działające w imieniu Polskiego Związku Piłki Nożnej – Okręgowe Związki Piłki Nożnej.